# Bernardino Campi
Bernardino Campi (Reggio nell'Emilia, Italija, 1522. – Reggio nell'Emilia, 1591.) bio je talijanski renesansni slikar iz Reggio nell'Emilia, koji je radio u Cremoni. Poznat je kao jedan od učitelja Sofonisbe Anguissole i Giovannija Battiste Trottija (il Malosso). 

## Životopis
U Cremoni je njegova šira obitelj imala glavne umjetničke studije. Giulio Campi i Antonio Campi, polubraća, bili su daleki Bernardinovi rođaci; posljednji se općenito smatra najtalentiranijim u čitavoj obitelji. Svi su lokalno bili aktivni i istaknuti slikari. Utjecaji su na Bernardinova djela vjerojatno raznoliki te uključuju od lokalnog Kremonca kao što je Camillo Boccaccino do umjetnika iz susjednih krajeva kao što su Correggio, Parmigianino i Giulio Romano.
Među njegovim učenicima bili su Giovanni Antonio Morandi i Pietro Martire Pesenti, obojica aktivni u Palazzo di Guastalla.

## Vanjske poveznice

### Sestrinski projekti
|  | Zajednički poslužitelj ima još gradiva o temi Bernardino Campi |

### Mrežna sjedišta
- Bernardino Campi. Catholic Encyclopedia